# فقاقيع هوى
فقاقيع هوى: عمل مسرحي تجريبي، تأليف النص والموسيقى والإخراج للفنان د. محمد عبد الوهاب عبد الفتاح.
قدمه لأول مرة ضمن فعاليات مهرجان القاهرة الدولي للمسرح التجريبى لعام 2004 على مسرح الغد بالبالون.
يعتمد نص هذا العمل على الأسلوب الفكاهي الساخر عن طريق كتابة توالي كلمات مستقلة تختزل معاني متعددة ومتفاوتة في المعنى، يؤديها الممثلون بطريقة التناوب مما يؤدى إلى وجود تتابع صوتي متغير يعطى انطباعات درامية متابنية. أما الموسيقى فتعتمد على ابتكار ألحان من المؤثرات الصوتية، كما يقوم الراقصون بأداء حركات تعبيرية راقصة على رنين هذه المؤثرات.
وقد استخدم المؤلف تقنية جديدة في إخراج هذا العرض، أطلق عليها مسرحة الصوت.